# Printus
Printus GmbH (Hans R. Schmid Holding AG) er en tysk online- og postordreforhandler af kontorartikler, reklameartikler og forbrugerelektronik.
De sælger over 100.000 artikler til primært små og middelstore virksomheder. Printus-Gruppe har hjemme i Offenburg og har ca. 1.800 ansatte og en omsætning på ca. 1 mia. euro.
Printus blev etableret i 1977 i Hamborg.